# Žerčice
Žerčice (en allemand : Schertschitz) est une commune du district de Mladá Boleslav, dans la région de Bohême-Centrale, en République tchèque. Sa population s'élevait à 411 habitants en 2020.

## Géographie
Žerčice se trouve à 10,5 km à l'est-sud-est de Mladá Boleslav et à 54 km au nord-est de Prague.
La commune est limitée par Nová Telib au nord, par Lhotky et Kobylnice à l'est, par Ledce et Pěčice au sud, et par Semčice à l'ouest.

## Histoire
La première mention écrite de la localité date de 1070.

## Transports
Par la route, Žerčice se trouve à 14 km de Mladá Boleslav et à 67 km du centre de Prague.